# Kamimuria senticosa
Kamimuria senticosa és una espècie d'insecte pertanyent a la família dels pèrlids que es troba a Àsia: el Nepal.